# Djonga (rapper)
Gustavo Pereira Marques (Belo Horizonte, 4 de junho de 1994), mais conhecido como Djonga, é um rapper, compositor e escritor brasileiro. Considerado um dos nomes mais influentes do rap na atualidade, o artista chama a atenção por suas letras diretas e agressivas, com fortes críticas sociais.

## Biografia
Nascido na Favela do Índio, em Belo Horizonte, Djonga foi criado nas ruas dos bairros São Lucas e Santa Efigênia, na Região Leste da capital mineira. É filho de Ronaldo Marques e Rosângela Pereira Marques. Sua avó Maria Eni Viana é tida como uma grande referência em sua vida.
Com grande influência da família, Djonga tomou gosto por música desde cedo, tendo crescido ouvindo diversos estilos musicais e artistas — de Milton Nascimento aos Racionais MC's, de Cartola à Mariah Carey. Com o tempo, foi tomando suas predileções musicais — principalmente por funk e rap — e se inspirando na obra de Cazuza, Janis Joplin, Elis Regina, Elza Soares, Jimi Hendrix, MC Smith e, sobretudo, Mano Brown.
Chegou a cursar história na Universidade Federal de Ouro Preto até o sétimo período, ficando próximo de se formar. No entanto, começou a fazer sucesso como rapper e decidiu seguir a carreira, abandonando a faculdade.

## Carreira

#### 2012-2016: Início eCorpo Fechado
Começou a carreira num sarau de poesia, chamado Sarau Vira-Lata. No começo, por volta de 2012, quando estava se formando no Ensino Médio, frequentava saraus apenas para ouvir. Foi neste momento que se interessou por fazer poesia. Em seguida, o rapper Hot Apocalypse o convidou pra montar um grupo. Começou, também, a frequentar o estúdio de Chuck, conhecido como Oculto Beats, o qual produziu uma beat que Djonga musicou com uma poesia que escrevera antes, fazendo surgir "Corpo Fechado", seu primeiro single.
Depois de um tempo produziu, junto com o Coyote Beats, um disco chamado “Fechando o Corpo”, com sete faixas. Após o lançamento do EP djonga começou a ser mais reconhecido fora e com isso recebeu uma proposta de DJ Hum para gravar e juntos fizeram a faixa Um Bom Maluco. Com o lançamento, Djonga, aos poucos, foi conquistando espaço na nova cena do rap.
Em 2016, Djonga e Hot criaram o grupo DV tribo e convocaram os mineiros FBC, Clara Lima, Oreia e Coyote Beats para participar. O grupo conseguiu notoriedade após fazer uma cypher com o selo de rap underground Pirâmide Perdida. No mesmo ano, o rapper baiano Baco Exu do Blues chamou Djonga para participar da faixa “Sujismundo”.
Lançou ao lado do rapper Primata, o single "Redenção", tendo feito, após isto, novas parcerias, como a participação na música “Santana 89” da banda de stoner rock autoral, Arqueologia Siderúrgica. Participou, no final de 2016, da cypher Poetas no Topo 1, do canal Pineapple Storm TV, que reuniu MCs proeminentes, como BK, Makalister, Menestrel e Sant.

#### 2017–18:HeresiaeO Menino que queria ser Deus
No dia 13 de março de 2017,o rapper lançou seu álbum de estreia chamado "Heresia", atingindo aclamação de crítica e público. No álbum, faz fortes críticas à sociedade e traz mensagens enfatizando o empoderamento negro. O disco foi considerado o melhor do ano na lista da renomada revista Rolling Stones, e a música destaque, “O mundo é nosso”, que contou com a participação do carioca BK, concorreu ao prêmio Red Bull de melhor faixa de 2017, atingindo o sétimo lugar. Pelo notório trabalho, Djonga também foi indicado para o prêmio APCA (Associação Paulista de Críticos de Arte).
No mesmo dia, em 2018, Djonga lançou seu segundo álbum, intitulado O Menino queria ser Deus, que expõe com uma liríca afiada questões acerca de sua vida pessoal, carreira, questões sociais e raciais. O álbum conta com 10 faixas e participações de rapper como Sant, Karol Conká e Hot, com produção executiva da Ceia Ent., produção de CoyoteBeats e mixagem e masterização de Arthur Luna, o álbum, em sua maioria foi gravado no estúdio Nebula Records. O álbum foi eleito o 6º melhor disco brasileiro de 2018 pela revista Rolling Stone Brasil e um dos 25 melhores álbuns brasileiros do primeiro semestre de 2018 pela Associação Paulista de Críticos de Arte.

#### 2019-20:LadrãoeHistórias da Minha Área
Mantendo sua tradição de lançar álbuns no dia 13 de março, neste mesmo dia, no ano de 2019, Djonga lança o álbum "Ladrão". O conceito, claramente inspirado em Robin Hood, aponta a importância de valorizar suas raízes, e não se esquecer de onde veio; como o próprio Djonga disse através de suas redes, “o tipo de ladrão que busca e traz de volta pras minhas e pros meus”. "Ladrão" reafirma o compromisso do músico em ser uma referência como um dos maiores nomes da cena de Belo Horizonte, e mais do que isso, mostra um artista com visão ampla sobre as questões sociais que cercam o Brasil, especialmente os que estão relacionados ao povo negro. O seu álbum "Ladrão" contem backing vocal da cantora e compositora brasileira Marina Sena e dos demais integrantes da banda Rosa Neon, em que ela fazia parte.
Em 13 de março de 2020, Djonga lança o álbum "Histórias da Minha Área". Ao falar a respeito do seu novo disco, Djonga disse que contou algumas de suas histórias bem como de amigos próximos, e também disse ter certeza de que os relatos da “sua área” também retratam “áreas do Brasil inteiro”. Neste mesmo ano, em 29 de setembro, Djonga fez história ao se tornar o primeiro brasileiro a ser indicado ao prestigiado BET Hip Hop Awards, premiação musical focada na cultura negra.

#### Hiato e Lançamento de NU
Após o polêmico show em 7 de Dezembro de 2020 e receber diversas críticas o rapper decidiu se afastar das redes sociais chegando até mesmo a excluir sua conta do Twitter voltando apenas no dia 10 de Março de 2021 para anunciar o novo álbum, em um teaser promocional o rapper mostra sua cabeça em uma guilhotina prestes a ser cortada.
Então novamente no dia 13 de Março o artista lança o seu quinto álbum de estúdio consecutivo. com 10 faixas inéditas o seu novo álbum causou grande repercussão na internet, após o lançamento, Gustavo afirma que este pode ser seu último trabalho.
Em 18 de novembro de 2023, Djonga encerrou o ano com um último show em Salvador.

## Controvérsias

### Show durante a pandemia de COVID-19
Em dezembro de 2020, durante a alta nos casos de coronavírus na cidade do Rio de Janeiro, Djonga apresentou-se na Vila do João, na zona norte do Rio, vídeos do rapper cantando em meio a multidão, sem máscara e desrespeitando o aconselhamento da Organização Mundial da Saúde repercutiram na internet, isso gerou grande repercussão, o Brasil vive uma crise de saúde por conta da pandemia de coronavírus, e a cidade do Rio de Janeiro em um de seus piores momentos, com cerca de 800 mortes diárias e apenas no estado do Rio de Janeiro mais de 23.430 mortes.
O público se dividiu entre apoiadores do Djonga, e críticos severos, a repercussão foi tão intensa que levou o rapper a pronunciar-se por meio do Twitter, que logo foi desativado pelo mesmo.
“O show foi pra galera que só trabalha e se fode e está exposta a um milhão de merda o tempo todo, e que não teve o direito de parar, acho estranho a favela só poder se foder e não poder curtir. Se for totalmente inaceitável o que fiz, nada que eu falei vai resolver”. Disse o rapper em sua conta do Twitter.
Uma série de tweets foram publicados por Djonga tentando se defender das duras críticas, após a repercussão o rapper foi ameaçado e recebeu diversas mensagens ofensivas, alguns apontaram racismo ligado a crítica, uma vez que outros artistas como Wesley Safadão que realizou show para mais de quatro mil pessoas em Natal, RN.

### Agressão a segurança
No dia 12 de dezembro de 2021, o rapper se envolveu em uma polêmica após agredir um segurança durante a final da Copa do Brasil. O mesmo disse que agrediu por ter sido alvo de racismo por parte do segurança.

## Características musicais

### Influências
Djonga se diz fortemente influenciado pelo funk e pelo samba. “A cultura negra é forte na minha família, então, o samba sempre estava presente nas festas”, lembra ele. “Quando tomei mais consciência do que realmente gostava em relação à música, a que mais me identifiquei por causa da minha geração foi o funk brasileiro. O funk sempre me falou da minha vivência”, justifica.
O rap só veio mais tarde e foi apresentado a Djonga por uma ex-namorada. Djonga cita como influências em sua lista Racionais MC's, Marcelo D2, Cazuza, Mano Brown e Elza Soares.

## Discografia

### Álbuns de estúdio
| Álbum                                    | Detalhes                                                                                          |
| ---------------------------------------- | ------------------------------------------------------------------------------------------------- |
| Heresia                                  | - Lançado: 13 de março de 2017 - Gravadora: Ceia - Formatos: Download digital, streaming          |
| O Menino Que Queria ser Deus             | - Lançado: 13 de março de 2018 - Gravadora: Ceia - Formatos: Download digital, streaming          |
| Ladrão                                   | - Lançado: 13 de março de 2019 - Gravadora: Ceia - Formatos: Download digital, streaming          |
| Histórias da Minha Área                  | - Lançado: 13 de março de 2020 - Gravadora: Ceia - Formatos: Download digital, streaming          |
| NU                                       | - Lançado: 13 de março de 2021 - Gravadora: Ceia - Formatos: Download digital, streaming          |
| O Dono do Lugar                          | - Lançado: 13 de outubro de 2022 - Gravadora: A Quadrilha - Formatos: Download digital, streaming |
| Quanto Mais Eu Como, Mais Fome Eu Sinto! | - Lançado: 13 de março de 2025 - Gravadora: A Quadrilha - Formatos: Download digital, streaming   |

#### Mixtapes
| Mixtape  | Detalhes                                                                                          |
| -------- | ------------------------------------------------------------------------------------------------- |
| Inocente | - Lançado: 13 de outubro de 2023 - Gravadora: A Quadrilha - Formatos: Download digital, streaming |

#### Singles
| Ano  | Canção                                         | Nota                                                                       | Ref.   |
| ---- | ---------------------------------------------- | -------------------------------------------------------------------------- | ------ |
| 2015 | Corpo Fechado                                  |                                                                            |        |
| 2015 | Exceção                                        |                                                                            |        |
| 2015 | Redenção                                       |                                                                            |        |
| 2015 | O Bom Maluco                                   |                                                                            | [ 29 ] |
| 2016 | Ge                                             |                                                                            | [ 30 ] |
| 2016 | Poetas no Topo                                 | (Cypher) Pt. Makalister, BK', Menestrel, Sant, Jxnvs, Slim                 |        |
| 2017 | Geminiano                                      |                                                                            |        |
| 2017 | Lupa                                           | (Prod. Velho Beats)                                                        |        |
| 2017 | Olho de Tigre                                  |                                                                            |        |
| 2017 | Esquimó                                        |                                                                            |        |
| 2017 | Vazio                                          |                                                                            |        |
| 2017 | Ave Maria                                      | Djonga, Leal e ADL                                                         |        |
| 2017 | O Mundo é Nosso                                | Pt. BK                                                                     | [ 31 ] |
| 2017 | Corre das Notas                                |                                                                            |        |
| 2017 | Santa Ceia                                     |                                                                            |        |
| 2018 | Poesia Acústica #4 - Todo Mundo Odeia Acústico | (Cypher) Pt. Bob, MV Bill, Froid, Azzy, Delacruz                           | [ 32 ] |
| 2018 | CORRA                                          | pt. Paige, (Prod. Coyote Beatz)                                            | [ 33 ] |
| 2018 | Me orienta                                     | pt. Mc Rick                                                                |        |
| 2018 | ATÍPICO                                        | (Prod. Coyote Beatz)                                                       |        |
| 2018 | JUNHO DE 94                                    | (Prod. Coyote Beatz)                                                       | [ 34 ] |
| 2018 | 1010                                           | (Prod. Coyote Beatz)                                                       |        |
| 2018 | SOLTO                                          | pt.Hot, (Prod. Coyote Beatz)                                               |        |
| 2018 | UFA                                            | pt. Sidoka e Sant, (Prod. Coyote Beatz)                                    |        |
| 2018 | ETERNO                                         | (Prod. Coyote Beatz)                                                       |        |
| 2018 | Favela Vive 3                                  | (Cypher) pt. ADL, Choice, Menor do Chapa e Negra Li (Prod. Índio e Mortão) |        |
| 2018 | A Música da Mãe                                | (Prod. Coyote Beatz)                                                       |        |
| 2018 | Yeah                                           | com Zulu                                                                   |        |
| 2019 | Nossa Que Isso                                 | WCnoBeat part. Djonga, Karol Conká, MC Rogê e MC Rebecca                   |        |
| 2019 | O Céu é o Limite                               | Devasto com BK', Emicida, Mano Brown, Djonga, Rincon Sapiência e Rael      | [ 35 ] |
| 2019 | Deus e família                                 | com Delano e MC Hariel                                                     |        |
| 2019 | Recadin Pros Falador                           | (Prod. Coyote Beatz)                                                       |        |
| 2020 | Sexta                                          | (Prod. Coyote Beatz)                                                       |        |
| 2020 | Gueto Feroz                                    | com Ramonzin                                                               |        |
| 2020 | Toda Semana                                    | com Shevchenko e Elloco                                                    |        |
| 2020 | Voz Ativa                                      | com Dexter, Coruja Bc1, DJ Will e KL Jay                                   |        |
| 2020 | Caçador de Vacilão                             | com Industria del Amor                                                     |        |
| 2020 | Oclin e Evoque                                 | Tropa do Bruxom MC Rick e Sidoka                                           |        |
| 2021 | Suíte 14                                       | com Sest                                                                   |        |
| 2021 | Easy Money                                     | (Prod. Coyote Beatz)                                                       |        |
| 2022 | Mil Motivos                                    | com Mc Hariel                                                              |        |

## Prêmios e indicações
| Ano  | Prêmio                | Categoria             | Nomeação                                                            | Resultado |
| ---- | --------------------- | --------------------- | ------------------------------------------------------------------- | --------- |
| 2019 | MTV Millennial Awards | Feat. do Ano          | "Nossa Que Isso" — WCnoBeat part. Karol Conká, MC Rogê e MC Rebecca | Indicado  |
| 2019 | MTV Millennial Awards | BEAT Br               | Djonga                                                              | Venceu    |
| 2019 | Troféu APCA           | Artista do Ano        | Djonga                                                              | Venceu    |
| 2020 | MTV Millennial Awards | Clipão da Porra       | "Eu vou" Participação Hot e Oreia                                   | Indicado  |
| 2020 | MTV Millennial Awards | Beat BR               | Djonga                                                              | Venceu    |
| 2020 | BET Hip Hop Awards    | Artista Internacional | Djonga                                                              | Indicado  |